# Ribadeo (parroquia)
Ribadeo (llamada oficialmente Santa María de Ribadeo) es una parroquia y una villa española del municipio de Ribadeo, en la provincia de Lugo, Galicia.

## Organización territorial
La parroquia está formada por cinco entidades de población, constando una de ellas en el nomenclátor del Instituto Nacional de Estadística español:
- A Vilavella
- Cantarrá
- Marisol
- Porcillán
- Ribadeo

## Demografía
Gráfica demográfica de la villa y parroquia de Ribadeo según el INE español:
| Gráfica de evolución demográfica de Ribadeo entre 2000 y 2020 |
|                                                               |
| Datos según el nomenclátor publicado por el INE.              |